# Karin Periginelli
Karin Periginelli (5 febbraio 1970) è un'ex multiplista italiana.
È stata otto volte campionessa italiana assoluta: cinque volte nel pentathlon indoor e tre volte nell'eptathlon. Il 16 febbraio 1997 stabilì il record italiano del pentathlon con 4385 punti, primato rimasto imbattuto fino al 1º febbraio 2009, quando Francesca Doveri fece registrare la prestazione di 4423 punti. Ad oggi il punteggio di Karin Peregrinelli è la seconda migliore prestazione italiana di sempre.

## Record nazionali
- Pentathlon indoor: 4385 punti ( Napoli, 16 febbraio 1997)

## Progressione

### Pentathlon indoor
| Stagione | Risultato | Luogo       | Data      | Rank. Mond. |
| -------- | --------- | ----------- | --------- | ----------- |
| 2001     | 4018 p.   | Genova      | 21-1-2001 |             |
| 2000     | 4188 p.   | Ancona      | 23-1-2000 |             |
| 1999     | 4076 p.   | Torino      | 231-1999  |             |
| 1998     | 4163 p.   | Castellanza | 1-2-1998  |             |
| 1997     | 4385 p.   | Napoli      | 16-2-1997 |             |

### Eptathlon
| Stagione | Risultato | Luogo               | Data      | Rank. Mond. |
| -------- | --------- | ------------------- | --------- | ----------- |
| 2001     | 5664 p.   | Desenzano del Garda | 13-5-2001 |             |
| 2000     | 5616 p.   | Formia              | 8-10-2000 |             |
| 1999     | 5594 p.   | Marina di Ravenna   | 30-5-1999 |             |
| 1998     | 6008 p.   | Bressanone          | 5-7-1998  |             |
| 1997     | -         | -                   | -         | -           |
| 1996     | 6059 p.   | Bologna             | 26-5-1996 |             |
| 1995     | 5613 p.   | Göteborg            | 10-8-1995 |             |

## Palmarès
| Anno | Manifestazione  | Sede     | Evento     | Risultato | Prestazione | Note |
| ---- | --------------- | -------- | ---------- | --------- | ----------- | ---- |
| 1994 | Europei indoor  | Parigi   | Pentathlon | 14ª       | 4015 p.     |      |
| 1994 | Europei         | Helsinki | Eptathlon  | 17ª       | 5728 p.     |      |
| 1995 | Mondiali        | Göteborg | Eptathlon  | 20ª       | 5613 p.     |      |
| 1997 | Mondiali indoor | Parigi   | Pentathlon | 9ª        | 4223 p.     |      |

## Campionati nazionali
- 3 volte campionessa italiana assoluta dell'eptathlon (1994, 1999, 2000)
- 5 volte campionessa italiana assoluta del pentathlon indoor (1994, 1996, 1997, 1998, 2000)

1994
- Oro ai campionati italiani assoluti di atletica leggera indoor, pentathlon - 4246 p.
- Oro ai campionati italiani assoluti di atletica leggera, eptathlon - 5936 p.

1996
- Oro ai campionati italiani assoluti di atletica leggera indoor, pentathlon - 4202 p.

1997
- Oro ai campionati italiani assoluti di atletica leggera indoor, pentathlon - 4385 p.

1998
- Oro ai campionati italiani assoluti di atletica leggera indoor, pentathlon - 4163 p.

1999
- Oro ai campionati italiani assoluti di atletica leggera, eptathlon - 5594 p.

2000
- Oro ai campionati italiani assoluti di atletica leggera indoor, pentathlon - 4188 p.
- Oro ai campionati italiani assoluti di atletica leggera, eptathlon - 5568 p.